# Gilles Bultinck
Gilles Bultinck (Turnhout, 1 september 1989) is een Belgisch politicus voor CD&V.

## Biografie
Bultinck behaalde in 2011 een bachelor in de journalistiek aan de Arteveldehogeschool in Gent en in 2014 een Master of Arts in de journalistiek aan de KU Leuven Campus Antwerpen. Hij was van 2011 tot 2014 freelance redacteur bij het fietsenmagazine Grinta! en stichtte in 2017 zijn eigen communicatiebureau en advieskantoor Aegidius. Daarnaast was hij van 2015 tot 2016 Conversation Manager bij het fietsenbedrijf Ridley Bikes en van 2016 tot 2017 afdelingsmanager bij de sportwinkelketen Decathlon.
In oktober 2012 werd hij op 23-jarige leeftijd voor CD&V verkozen tot gemeenteraadslid van Vosselaar. Hij was er van januari 2013 tot december 2018 schepen voor jeugd, toerisme, cultuur, bibliotheek en feestelijkheden. De bevoegdheid toerisme ruilde hij in januari 2017 in voor ruimtelijke ordening. Na de gemeenteraadsverkiezingen van oktober 2018 werd Bultinck begin januari 2019 burgemeester van de gemeente. Deze functie behield hij na de lokale verkiezingen van oktober 2024.
Bij de Vlaamse verkiezingen van 9 juni 2024 bekleedde hij de tweede plaats op de CD&V-lijst in de kieskring Antwerpen. Met een persoonlijke score van 6.079 voorkeurstemmen werd Bultinck verkozen in het Vlaams Parlement. Als Vlaams Parlementslid werd hij vast lid van de commissies Cultuur, Jeugd, Sport en Media en Buitenlands Beleid, Europese Aangelegenheden en Internationale Samenwerking.